# Begonia opuliflora
Bégonia à fleur de boule de neige
Espèce
Le Bégonia à fleur de boule de neige, Begonia opuliflora Putz., est une espèce de plantes de la famille des Begoniaceae. Ce bégonia est originaire de Colombie. L'espèce fait partie de la section Ruizopavonia. Elle a été décrite en 1854 par Jules Antoine Adolph Henri Putzeys (1809-1882). L'épithète spécifique opuliflora signifie « à fleur d'Opulus », en référence à l'inflorescence de la Boule de neige (Viburnum opulus 'Roseum'), un cultivar de Viorne obier.

## Répartition géographique
Cette espèce est originaire du pays suivant :Colombie , Panama.
L'espèce a été découverte dans la province de Soto en Nouvelle-Grenade aujourd'hui au  Santander. L'espèce est donc présente dans un milieu montagneux (1000-3000m).